# Grandview (Missouri)
Grandview ist eine Stadt innerhalb des Jackson County im Westen des US-Bundesstaates Missouri und liegt in der Metropolregion Kansas City. Das U.S. Census Bureau hat bei der Volkszählung 2020 eine Einwohnerzahl von 26.209 ermittelt.
Die Mutter von Harry S. Truman stammte aus Grandview und der spätere US-Präsident verbrachte hier seine frühen Lebensjahre.

## Demografie
Nach einer Schätzung von 2019 leben in Grandview 28.991 Menschen. Die Bevölkerung teilt sich im selben Jahr auf in 52,3 % Weiße, 35,9 % Afroamerikaner, 0,2 % amerikanische Ureinwohner, 1,8 % Asiaten und 6,8 % mit zwei oder mehr Ethnizitäten. Hispanics oder Latinos aller Ethnien machten 10,0 % der Bevölkerung aus. Das mittlere Haushaltseinkommen lag bei 47.103 US-Dollar und die Armutsquote bei 14,6 %.
| Jahr | Einwohner¹ |
| ---- | ---------- |
| 1960 | 1.556      |
| 1970 | 6.027      |
| 1980 | 17.456     |
| 1990 | 24.502     |
| 2000 | 24.967     |
| 2010 | 24.881     |
| 2020 | 26.209     |

¹ 1950 – 2020: Volkszählungsergebnisse